# Lista de episódios de Pokémon: XY: Kalos Quest
Esta é a lista de episódios de Pokémon: XY: Kalos Quest (Brasil: Pokémon: A Série XY 2 / Portugal: Pokémon A Série XY: Desafio em Kalos), a décima oitava temporada do anime Pokémon (ポケットモンスター, Poketto Monsutā; Pocket Monsters) e a segunda temporada de Pokémon: XY. Bem em sua jornada através da Região Kalos, Ash Ketchum e seus amigos continuam buscando os ginásios Pokémon para a sua ambição de entrar na Liga de Kalos. Ao mesmo tempo, Serena começa a sua meta de se tornar um Performer Pokémon em seu pleno direito.
A temporada estreou no Japão em 06 de novembro de 2014 na TV Tokyo. A temporada mais tarde fez sua estreia nos Estados Unidos em 07 de fevereiro de 2015 no Cartoon Network. No Brasil, a temporada estreou em 3 de agosto de 2015 pelo canal Cartoon Network. Em 21 de dezembro de 2015, estreou em Portugal pelo canal Biggs.
A versão japonesa apresenta quatro peças de música tema. O primeiro bloco de seis episódios usou a canção "Mega (Volt)" (メガV (ボルト), Megaboruto) por Yusuke para a abertura e continua com "DreamDream" (ドリドリ, DoriDori) realizada por Shoko Nakagawa para os dezenove episódios próximos. Começando com o sétimo episódio da temporada o tema de abertura mudado para "Ritmo Louco-Getter" (ゲッタバンバン, Getta Banban) realizada por Tomohisa Sako e tema de encerramento alterado para "Roaring All-Stars" (ガオガオ·オールスター, Gaogao Ōrusutā) por Little Monster Glee partir do vigésimo episódio em diante. Para as transmissões internacionais de língua Inglês, a música-tema é "Seja um herói".

## Episódios
| EP# | EP#   | Título em Português Título Original | Na transmissão | Na transmissão  |
| # | #     | Título em Português Título Original | Japão          | Brasil          |
| --- | ----- | --- | -------------- | --------------- |
| 9000 | X–1   | "A Poderosa Mega Evolução: Ato II" "Saikyō Mega Shinka ~Act II~" (最強メガシンカ～Act Ⅱ～)" | 06/11/2014     | Não foi exibido |
| Alain continua viajando em jornada desafiando cada Pokémon com Mega Evolução. Ele conhece Steven Stone na região de Hoenn em que tem uma batalha, mas a luta é interrompida por um Pyroar, que pertence a Lysandre, chefe da Equipe Chama, embora este não tenha revelado sua identidade. Alain conta um pouco de Lysandre para Mairin. Eles encontram um templo que é ativado pelas Pedras Keys de Alain e Steven. Eles acabam evocando um Rayquaza que Mega Evolui e destrói o lugar e o monolito que seria a chave para a Mega Evolução. |       | |                |                 |
| 859 | X–050 | "Caminhos para a Parceria de Apresentação!" "Vá dançar Yancham! Vá com encanto Fokko! Um passo para o futuro!!" "Odore Yanchamu, Misero Fokko! Ashita e no Suteppu!!"(踊れヤンチャム、魅せろフォッコ！明日へのステップ！！)"                 | 13/11/2014     | 03/08/2015      |
| Ash e cia fazem uma pausa até o Chespin e o recém capturado Pancham chegarem a ter uma briga e se esbarram com um Smoochum e um Farfetch'd que pertencem a treinadora Nini, que treina performance com seus Pokémons e mostra sua performance, apesar de ser uma iniciante. Serena também faz o mesmo com Pancham e Fennekin. Smoochum gosta do Pancham que decide fazer uma performance. Nini decide querer trocar seu Farfetch'd pelo seu Pancham, mas Serena diz que não porque já faz algum tempo que o capturou e tem muito a aprender. A Equipe Rocket aparece e captura o Chespin, Pancham, Smoochum, Farfetch'd e Fennekin, mas a briguinha de Chespin e Pancham consegue libertar do lugar de onde estão presos. Smoochum, Farfetch'd e Fennekin ficam fora de batalha e Chespin e Pancham fazem uma trégua para acabar com os planos da Equipe Rocket. Ash e cia chegam até onde estão seus Pokémons e conseguem fazer a Equipe Rocket decolar mais uma vez. Agora Serena e Nini se tornam rivais do torneio de Exibição Pokémon. |       | |                |                 |
| 860 | X–051 | "Quando Luz e Sombra Colidem!" "Luchabull e Dark Luchabull!" "Ruchaburu to Dāku Ruchaburu!"(ルチャブルとダークルチャブル！)" | 27/11/2014     | 04/08/2015      |
| Ash tenta ajudar um Snubbull de um Hawlucha, mas tudo não passou de uma atuação e Gallade torce o pé. Ash coloca seu Hawwlucha para atuar, mas este não tinha jeito para atuar. Depois descobre que ele também era um lutador. Na hora da apresentação, a Equipe Rocket aparece para pegar os dois Hawlucha, mas Pikachu acaba sendo abatido. Os dois Hawlucha lutam juntos e põe fim nos planos da Equipe Rocket. Os dois Hawluchas lutam como parte da apresentação e dão um show e finalizam o espetáculo digno de aplauso do público. |       | |                |                 |
| 861 | X–052 | "Um Ninja Furtivo!" "Arte Ninja Aparece! Gekogashira VS Gamenodesu!" "Ninpō Taiketsu! Gekogashira Tai Gamenodesu!!"(忍法対決！ゲコガシラ対ガメノデス！！)"                                                                                   | 11/12/2014     | 10/08/2015      |
| Ash e os outros se encontram com Sanpei e seu Greninja que evolui boiando na água e eles ajudam para lidar com outro treinador Ninja que possui um Barbaracle que envenenou seu Greninja. Sanpei conta que um ninja experiente Saizou confiou a ele um pergaminho que deve ser levado ao lugar combinado até dar de cara com ninja mascarado e serem abatidos. Então, eles ajudam Sanpei, mas eles tem de passar por muitos obstáculos para chegar ao lugar combinado restando apenas Ash e Sanpei. Eles dão de cara com o ninja mascarado e também com a Equipe Rocket que tenta roubar o Pikachu, mas são ajudados pelo ninja mascarado, que põe fim nos panos da Equipe Rocket. Greninja, Froakie e Pikachu enfrentam o Barbaracle, mas algo acontece com Froakie de Ash que evolui para Frogadier, que faz o ninja mascarado recuar. Chegando ao lugar combinado, eles reencontram seus amigos que tinham ficado para trás e o tal ninja mascarado se revela como Saizou que estava testando as habilidades de Sanpei. O episódio termina com o duelo de Sanpei e Ash com seu Frogadier recém-evoluido. |       | |                |                 |
| 862 | X–053 | "Uma Corrida para Casa!" "Serena está séria! A corrida rápida do Meecle!" "Serena no Honki! Gekisō Mēkuru Rēsu!"(セレナの本気！激走メェークルレース！)"                                                                                      | 18/12/2014     | 06/08//2015     |
| Ash e seus amigos vão a uma fazenda onde reencontram a mãe de Serena em que participa de um evento de montaria de Skiddo. Ash, Clemont e Bonnie participam da montaria. Serena ainda mantém segredo de seu real sonho. Enquanto Ash e os outros vão na frente praticar montaria, Serena pratica com seus Pokémons o Performance Pokémon, mas a leitaria é roubada pela Equipe Rocket e Ash tenta alcançá-los com o Skiddo e Serena com o Rhyhorn, até depois por fim nos planos de roubar queijo mais uma vez na Equipe Rocket. Serena desafia sua mãe em uma montaria, se Serena vencesse, poderia continuar com seu sonho, caso contrário, voltaria para casa praticar montaria de Rhyhorn. Durante a corrida de Skiddo, Serena consegue ganhar de sua mãe, sendo que é ela que entrega a corrida. Serena continua sua viagem com Ash e cia para tentarem alcançar seus respectivos sonhos. |       | |                |                 |
| 863 | X–054 | "Enfrentando o Grande Plano" "Calamanero vs. Maaikai! Os laços que salvaram o mundo!!" "Karamanero Tai Māīka! Kizuna wa Sekai o Sukuu!!"(カラマネロ対マーイーカ！絆は世界を救う！！)"                                                        | 25/12/2014     | 11/08/2015      |
| Ash e seus amigos vão a uma montanha para ver UFOs, mas dão de cara com um Malamar achando ser o mesmo Malamar que os controlou, mas na verdade era um Malamar selvagem que vivia junto de outros Pokémons os ajudando na floresta. Três caminhões passam em alta velocidade que surpreende Ash e os outros. O Mainkay de James começa a ficar agitado e começa a seguir o caminhão. Nos três caminhões se revelam como os três Malamar e estes planejam dominar o mundo e a Equipe Rocket bate retirada até dar de cara com Ash e cia, mas a oficial Jenny que antes estava sendo controlada como "Madame X" ajuda Ash e cia a escapar dos Malamar e ela revela que usou os cientistas para criar um dispositivo para controlar o mundo. Ash e cia tenta parar os Malamar, mas estes acabam sendo imobilizados, exceto James, Meowth, Clemont e Mainkay. Eles pedem ajuda aos Pokémons selvagens, mas acabam sendo perseguidos por outro Malamar perverso, mas conseguem dar conta dele. Eles voltam para confrontar os outros Malamar, mas um deles acaba controlando o Mainkay de James, mas James consegue fazer o Mainkay sair do transe e acabam pondo fim nos planos do grupo de Malamar. Quando o Mainkay estava se dando bem com o grupo de Pokémons selvagens que o ajudaram a salvar o mundo, James estava pronto a se despedir de Mainkay, mas este decide que ainda deveria ficar com James e a equipe atrapalhada ainda continua sua jornada para tentar pegar o Pikachu.                                                                                    |       | |                |                 |
| 864 | X–055 | "Um Encontro Escorregadio" "O mais fraco dragão!? Numera Aparece!!" "Saijaku no Doragon!? Numera Tōjō!!"(最弱のドラゴン！？ヌメラ登場！！)"                                                                                                  | 08/01/2015     | 12/08/2015      |
| Ash e cia dão de cara com um Goomy, que este parecia desidratado e o ajudam. Este depois se dá bem com os outros, mas parece ter medo do Dedenne da Bonnie. A Equipe Rocket aparece e captura o Pikachu e o Goomy. Pikachu e Goomy conseguem escapar da armadilha da Equipe Rocket e Pikachu e Fletchinder são atordoados por um ataque de Mainkay de James, que os confundem, que os força a lutar entre si, mas eles voltam graças a um ataque de Goomy e assim a Equipe Rocket decola mais uma vez. Depois, Ash captura Goomy. |       | |                |                 |
| 865 | X–056 | "Ponto Para o Goomy!" "Dê o seu melhor Dedenne! Por Numera!!" "Dedenne Ganbaru! Numera no Tame ni!!"(デデンネがんばる！ヌメラのために！！)"                                                                                                  | 15/01/2015     | 13/08/2015      |
| Ash e seus amigos fazem uma parada para descansar, até serem surpreendidos pela Equipe Rocket, mas são separados ao invadirem o lar de Lotad e Lombre. Serena e Bonnie acaba ficando com o Goomy e Meowth que tenta enganá-los. Ash e Clemont acaba ficando com o Fennekin e tentam encontrar seus amigos. A Equipe Rocket encontra Meowth e Serena e Bonnie os confrontam usando Pancham e Dedenne que põe fim nos planos da Equipe Rocket, mas Goomy se separa deles, até a Equipe Rocket o encontrá-lo. Dedenne aparece e tenta proteger o Goomy. Mesmo Dedenne estando no limite, Goomy ajuda e Ash e cia se reúnem e fazem a Equipe Rocket decolar mais uma vez. Agora, Goomy passa a se dar bem com o Dedenne. |       | |                |                 |
| 866 | X–057 | "Pânico Congelado!" "O pânico de Vanipeti! Frio apavorante por uma nuvem congelante!!" "Baniputchi Panikku! Howaitoauto wa Kōrigōri!!"(バニプッチ・パニック！ホワイトアウトはこおりごおり！！)"                                              | 22/01/2015     | 17/08/2015      |
| Ash e seus amigos chegam na cidade de Coumarine para ir ao Centro Pokémon para ver um Vanillite e por causa de um mal entetndido de Clemont eles invadem um curral onde se encontrava Ramos e pede para usar o curral para ir ao Centro Pokémon. Depois de chegarem ao Centro Pokémon, a Equipe Rocket captura o Vanillite e agora Ash e cia tentam perseguir a Equipe Rocket e Vanillite chama Vanillish e Vanilluxe e tem sua cidade toda congelada até Ramos conseguir solucionar a situação. A Equipe Rocket ainda tinha um às na manga, mas Ramos consegue solucionar mais uma vez a situação e decolam de novo. Depois, Vanillite volta para junto de Vanillish e Vanilluxe e Ramos se apresenta como líder de ginásio Coumarine. |       | |                |                 |
| 867 | X–058 | "Os Tipos Planta Verdes de Casa!" "Batalha no Ginásio Hiyoku! Gekogashira VS Gogoat!!" "Hiyoku Jimu Sen! Gekogashira Bui Esu Gōgōto!"(ヒヨクジム戦！ゲコガシラVSゴーゴート！！)"                                                             | 29/01/2015     | 18/08/2015      |
| Começa a batalha na cidade Coumarine entre Ash e Ramos. A batalha é entre Fletchinder de Ash contra o Jumpluff de Ramos que faz Ash levar a melhor. Em seguida Ramos coloca Weepinbell que deixa Fletchinder e Hawlucha de Ash fora de batalha. Em seguida Ash coloca Frogadier para batalhar, que leva a melhor contra o Weepinbell de Ramos. Agora ele Gogoat e, com seu múltiplos Clones das Sombras e seu Pulsação de Água, Ash consegue derrotar Ramos e consegue seu quarto símbolo da região Kalos. |       | |                |                 |
| 868 | X–059 | "Sob a Árvore do Juramento!" "O Primeiro Encontro de Satoshi e Serena!? Os presentes e a Árvore das Promessas!!" "Satoshi to Serena Hatsu Dēto!? Chikai no Ki to Purezento!!"(サトシとセレナ初デート！？誓いの樹とプレゼント！！)"           | 05/02/2015     | 19/08/2015      |
| Ash e Serena deixam seus Pokémons com Clemont e Bonnie enquanto eles iam a procura de presentes. Serena ao estar com Ash ela pensa como se fosse um encontro, que a deixa sem jeito. Ash começa a procurar por presentes, mas Serena diz a Ash que os tais presentes não são compatíveis com seus Pokémons. Clemont já faz seu presente para seus Pokémons e Bonnie já começa a fazer o dela. Serena já consegue seu presente para seus Pokémons, mas Ash ainda não conseguiu o dele. No metrô, Ash recebe um embrulho. Ao Ash abrir o embrulho, aparece uma fita. Serena fala que seus Pokémons se parecem com seus treinadores, que dá uma ideia a Ash que tipo de presente deveria escolher. Todos reúnem seus presentes, até a Equipe Rocket aparecer e roubar os presentes, mas Ash e cia os colocam para decolar mais uma vez. Bonnie revela seu desenho que fez de todos os seus Pokémons, Clemont uma caixa de música com todos os seus Pokémons, Serena uma fita enfeitada para Fennekin e um óculos enfeitado para Pancham e Ash uma variedade de frutas Berries. A mãe de Serena a presenteia com um vestido para participar do torneio de Exibição Pokémon. Ash que tinha recebido a fita de presente no metrô dá a Serena. |       | |                |                 |
| 869 | X–060 | "Estreando Na Exibição!" "Objetivo de se Tornar a Rainha de Kalos! A Grande Estréia de Serena!" "Mezase Karos Kwīn! Serena, Debyū Desu!!"(目指せカロスクィーン！セレナ、デビューです！！)"                                                   | 12/02/2015     | 20/08/2015      |
| Shauna revê Ash e cia e ela e Serena vão participar do torneio de Exibição Pokémon e Jessie também. Na primeira fase, Jessie não consegue e Serena não por causa de um erro dela. Shauna consegue se classificar e recebe uma chave prêmio, seu primeiro passo para se tornar a Rainha de Kalos. Passando de limusine, Paloma vê Serena abatida por causa de seu erro e depois ela própria corta seu próprio cabelo. Quando Ash e cia seguiam para a cidade Lumiose, Serena aparece de novo visual e agora Ash se dirige para conquistar seu quinto símbolo de Kalos. |       | |                |                 |
| 870 | X–061 | "Um Oásis de Esperança!" "Duelo no campo Selvagem! Dê o seu melhor Numera!!" "Kōya no Ketto! Tatakae Numera!!"(荒野の決闘!戦えヌメラ！！)"                                                                                                   | 19/02/2015     | 24/08/2015      |
| Um grupo de Spoink ajuda dois viajantes, até um Grumpig aparecer e causar confusão. Ash e cia encontram um Spoink ferido e Spoink pede para segui-lo. Ash e cia vê um Grumpig que se aproveita dos Spoinks e Ash vai batalhar contra o Grumpig, mas Grumpig passa os Spoink para seu lado que força Ash a se retirar. Eles são presos em uma gaiola e a Equipe Rocket se revela que eles passaram o Grumpig pro lado deles e pede seu Pikachu em troca dos Spoinks. Ash atende a chantagem deles e Chespin vai com ele. Clemont tenta procurar uma fissura para ser arrombada para colocar abaixo a grade que os prende. Goomy e Dedenne passam pela grade e confronta o Grumpig. Dedenne tenta, mas sem êxito. Goomy também. Ash coloca Frogadier para arrombar a tal fissura descoberta por Clemont. Depois de destruir a fissura, Ash tenta colocar a grade a baixo. Depois Ash tenta proteger Goomy, mas Goomy evolui para Sliggoo, que depois derrota o Grumpig. A Equipe Rocket vê o Grumpig derrota e depois o descartam, mas são eles que acabam decolando mais uma vez. Chespin consegue abrir a jaula onde estão ele e Pikachu. Grumpig parece estar arrependido e tudo volta a sua normalidade. |       | |                |                 |
| 871 | X–062 | "O Futuro Chegou, Graças a Determinação!" "Proteja o Futuro da Ciência! O labirinto da eletricidade!!" "Saiensu no Mirai o Mamore! Denki no Meikyū!!"(サイエンスの未来を守れ！電気の迷宮！！)"                                               | 26/02/2015     | 25/08/2015      |
| Durante a jornada, Clemont ainda pensava na promessa de Ash, agora que ele tem 4 insígnias. Inexplicada mente, seus Pokémons elétricos começam a rebelar contra eles. Clemont que tinha ajudado a reconstruir a base elétrica, entram por uma tubulação de ar onde vê funcionários que acabam de serem presos. Eles depois revelam que foram enganados e presos pela Equipe Rocket. Ash e cia vão atrás de seus Pokémons e a Equipe Rocket manda Pikachu atacá-los. Ash quase consegue acordar Pikachu ddo transe até eles mandarem o Luxio do Clemont. Clemont tenta acordar seu Luxio e Luxio consegue resistir ao transe até acordar que vira o jogo e liberta os Pokémons elétricos do transe da Equipe Rocket. Luxio evolui para Luxray e Ash e cia fazem a Equipe Rocket decolar mais uma vez. Clemont se dirige de helicóptero para a cidade Lumiose sozinho se despedindo de Ash e deixando sua irmã Bonnie para trás. Enquanto Clemont seguia para sua cidade natal, Ash continua seguindo até onde Clemont está. |       | |                |                 |
| 872 | X–063 | "A Encruzilhada! Seguindo Caminhos Separados!" "Em uma bifurcação, quem dirá adeus?! Musashi e Sonansu!!" "Mayoimichi Wakaremichi!? Musashi to Sōnansu!!"(迷い道は分かれ道！？ムサシとソーナンス！！)"                                       | 05/03/2015     | 26/08/2015      |
| Em uma tentativa de pegar o Pikachu mais uma vez, a Equipe Rocket decola mais uma vez, mas cada um vai para um lado diferente. Jessie e Wobbuffet caem em um oceano, mas é salvo por um doutor local chamado White. Jessie acaba ficando junto do doutor e Wobbuffet com uma Wobbuffet fêmea e três Wynaut formando uma família. O doutor local foi ver sua amiga de infância chamada Beatrice e soube que ela foi enfrentar um caçador Pokémon e a proíbe de enfrentá-lo. O Dedenne de Bonnie é pego por uma armadilha do tal caçador e o levam para a clínica local. Depois de ajudar o Dedenne da Bonnie, Ash descobre que Jessie que estava disfarçada e ela revela ter se apaixonada pelo doutor. James ao ouvir aquilo, resolve deixar Jessie em busca de sua felicidade. James é surpreendido pelo caçador que confronta um Rhyperior, que perde todos os Pokérmons. James pede ajuda a Ash sem envolver a Jessie. Jessie depois descobre que o doutor se importa com sua amiga de infância e deixa seu Wobbuffet. Jessie chega para dar uma força, mas também chega seu Wobbuffet, que tinha dado adeus a sua família, que depois dão conta do caçador. Jessie manda um buquê de flores como um agradecimento e adeus ao doutor. |       | |                |                 |
| 873 | X–064 | "Batalhando Com Elegância e um Grande Sorriso!" "Fokko VS Mahoxy! A Esplêndida Batalha de Performer!!" "Fokko VS Mafokushī! Karei Naru Pafōmansu Batoru!!"(はフォッコVSマフォクシー！華麗なるパフォーマンスバトル！！)"                      | 12/03/2015     | 27/08/2015      |
| Serena treina para conseguir boas performances, mas acontece um mau entendido de Fennekin e Pancham, que força Serena a gritar com eles. Serena pede um tempo e os deixa. Serena dá de cara com Aria, disfarçada e pede para acompanhá-la. Aria fala de Serena o quanto é importante o seu vínculo com seus Pokémons. Serena depois volta e se desculpa com Fennekin e Pancham e apresenta Aria e elas tem sua batalha e Aria apresenta Delphox evoluído e seu recém-capturado Aromatisse. Durante a batalha, Fennekin e Pancham levam desvantagem, até Serena colocar em prática o que aprendeu com Aria, que faz Fennekin evoluir para Braixen. A batalha começa a ter equilíbrio, até surgir uma ligação para Aria, que adia a luta entre as duas. Durante a exibição de Aria, Serena reconhece que estava batalhando com Aria que estava disfarçada e mantém seu sonho de se tornar a Rainha de Kalos vivo em seu íntimo. No ginásio Lumiose, Clemont batalha com um garoto que possui um Treecko e toma notas nas dicas de Clemont. |       | |                |                 |
| 9001 | X–2   | "A Poderosa Mega Evolução: Ato III" "Saikyō Mega Shinka ~Act III~" (最強メガシンカ～Act ⅡI～)" | 19/03/2015     | Não foi exibido |
| Na região de Hoenn, Steven e Alain presenciam uma batalha que iria acontecer entre Groudon e Kyogre. Alain se oferece a Lysandre para ir com Steven para confrontar os dois lendários. Mairin tenta impedir Alain, mas este não dá ouvidos. Steven e Alain partem e Mairin parte escondida. Os dois lendários batalham e Alain e Steven são forçados a participar da luta. Durante a luta, o Charizard de Alain é abatido e Alain acaba sendo envolvido no fogo cruzado dos lendários, ficando incosciente. Mairin sai do helicóptero para ajudar Alain. Rayquaza sai de outra dimensão e confronta os dois lendários, que origina no Mega Monolito. Lysandre entra em ação e pega o Mega Monolito, que faz os lendários irem embora. Alain mostra seu outro lado a Mairin que nunca tinha revelado. Lysandre acredita que com o poder do Mega Monolito, algo em Kalos irá acontecer. Alain continua batalhando em com cada Pokémon para ficar mais forte e Steven ajuda Mairin para poder se encontrar com Alain. |       | |                |                 |
| 874 | X–065 | "Bons Amigos, Grandes Treinos!" "Surgem Kameil e Raichu! Dê o seu melhor Numeil!!" "Kamēru, Raichuu Tōjō! Numeiru Ganbaru!!"(カメール、ライチュウ登場！ヌメイルがんばる！！)"                                                                | 26/03/2015     | 5/10/2015       |
| Ash e cia contatam Clemont antes de ir para o ginásio, mas qualquer invenção criada por ele acaba sendo resultado de uma explosão. Eles depois reveem Tierno e revela seus Pokémons recém-capturados Raichu, Ludicolo, Hitmontop, Politoed e apresenta seu Wartortle que tinha evoluído. Ash apresenta seu Sliggoo que tinha evoluído. Tierno estranha a súbita mudança de estilo de Serena, como também a ausência de Clemont, mas estes afirma que ele já rumou a frente deles e líder de ginásio. Tierno afirma que já batalhou no ginásio com o Clembô e adquiriu a insígnia Volt. Ash tem uma batalha dupla de Pikachu e Sliggoo contra Raichu e Wartortle de Tierno. A luta é interrompida por um robô da Equipe Rocket que captura o Raichu e Wartortle de Tierno e também o Sliggoo de Ash. Depois da Equipe Rocket agarrar os três Pokémons, uma atrapalhada deles os fazem perder os Pokémons. Bonnie e Tierno encontram os tais Pokémons que foram pegos e vão atrás de Ash achando que o Pikachu fosse o próximo alvo. Sliggoo tenta remover uma pedra que está em seu caminho, mas ele recebe ajuda de Raichu e Wartortle. O robô da Equipe Rocket e os próprios vão atrás de Ash e pegam o Pikachu, mas é salvo por Sliggoo. Acontece uma explosão do robô da Equipe Rocket que causa um incêndio. Sliggoo evolui para Goodra, que apaga o incêndio. Goodra também consegue dar conta da Equipe Rocket. A luta entre Ash e Tierno é recomeçada, mas é Ash que vence Tierno. Tierno anseia para que ele e Ash se reencontrem para que possa ter sua revanche. |       | |                |                 |
| 875 | X–066 | "Confrontando as Sombras!" "Investigação na cidade Miare! Citroid vs. Black Citroid!!" "Miare Shiti Sōsasen! Shitoroido tai Burakku Shitoroido!!"(ミアレシティ走査線！シトロイド対ブラック・シトロイド！！)"                                 | 02/04/2015     | 6/10/2015       |
| Clemont finalmente revê Ash e os outros depois de algum tempo e Ash e Serena mostram as evoluções de Sliggoo e Fennekin. Ash e Clemont entram no ginásio para iniciar sua batalha até a aficial Jenny dar voz de prisão a Clembô. Clemont tenta provar a inocência de Clembô e descobrem que se trata de um Clembô sombrio, criado por Belmondo. Assim começa o confronto dos dois Clembôs, mas a luta é interrompida pela Equipe Rocket, mas aparece Meyer disfarçado de Blaziken mascarado para colocar fim nos planos da Equipe Rocket. A luta é retomada entre Clemont e Belmondo, mas Clemont vence e consegue provar a inocência de seu Clembô. Agora, o duelo entre Ash e Clemont está ainda para ter início. |       | |                |                 |
| 876 | X–067 | "O Momento da Verdade em Lumiose!" "Batalha no ginásio Miare! Satoshi VS Citron!!" "Miare Jimu Sen! Satoshi VS Shitoron!!"(ミアレジム戦！サトシVSシトロン！！)"                                                                              | 09/04/2015     | 7/10/2015       |
| Ash e Clemont iniciam seu duelo e começam com Pikachu e Bunnelby, mas Pikachu leva a melhor e vence. Clemont coloca Heliolisk em campo e Ash volta o Pikachu e coloca o Goodra, mas Ash volta Goodra e coloca Hawlucha, que derrota Heliolisk. Depois coloca Luxray, que derrota o Hawlucha e Pikachu de Ash, deixando apenas Goodra. Ash faz Goodra mudar o campo de batalha para ficar de acordo com Goodra e assim Ash consegue derrotar Clemont. Clemont depois o premia com a insígnia Voltage e depois se junta a Ash para continuar sua jornada. |       | |                |                 |
| 877 | X–068 | "O Mega Elo de Garchomp!" "O desejo da Mega Evolução! Os laços de Gaburias!!" "Neraware ta Megashinka! Gaburiasu no Kizuna!!"(狙われたメガシンカ！ガブリアスの絆！！)"                                                                       | 16/04/2015     | 8/10/2015       |
| Pr. Sycamore estuda um pouco sobre a Mega Evolução através de uma máquina e testa em seu Garchomp, mas a Equipe Rocket aparece para pegar seu Garchomp, como também o Pikachu de Ash, mas o Garchomp salva o Pikachu e em seguida Garchomp é capturado. A Equipe Rocket tenta dominar o Garchomp para depois mega-evoluí-lo, mas este luta para não ser dominado. Mayer disfarçado de Blaziken mascarado aparece mais uma vez para por fim nos planos da Equipe Rocket. Pr. Sycamore lembra dos dias de quando cuidou do Garchomp quando ainda era um Gible e pede a Stone Key ao Blaziken mascarado para evoluir o Garchomp. O Pr. Sycamore e James, ambos realizam a Mega-Evolução. Mesmo tendo evoluído para Mega Garchomp, ele não perde a razão e se lembra daquele que o criou. Assim, eles conseguem frustrar os planos da Equipe Rocket mais uma vez. Pr. Sycamore sente um cheiro de graxa na Key Stone, fazendo ele ter certeza quem na verdade é o Blaziken mascarado. Pr. Sycamore pede a Mayer para ajudar seu Blaziken em sua Mega-Evolução. |       | |                |                 |
| 878 | X–069 | "Defendendo a Terra Natal!" "Batalha no Pantanal! Numelgon VS Florges!!" "Shicchi tai no Tatakai! Numerugon tai Furājesu!!"(湿地帯の戦い！ヌメルゴン対フラージェス！！)"                                                                     | 23/04/2015     | 12/10/2015      |
| Ash e cia fazem um pique-nique, até conhecerem um homem chamado Keanan, que sabe do passado de Goomy, antes de evoluir para Goodra. Tudo aconteceu quando o lugar onde eles viviam ser atacado por Florges e outros Pokémons. Goodra reúne os outros, até Florges descobrir da aparição de Goodra. Florges começa seu ataque ao lugar onde Goodra vivia, mas Goodra e seus amigos o confrontam e conseguem derrotar Florges, até a Equipe Rocket aparecer e abater o Goodra. A Equipe Rocket depois aparece como responsável para drenar as águas para cuidar de um Pokémon que está a beira da morte e usa Florges para atingir o seu objetivo. Onde está Ash, Wooper, Dedenne e Pikachu são capturados e corre para salvá-los. |       | |                |                 |
| 879 | X–070 | "Além do Arco-Íris!" "Conclusão! Numelgon vá além do Arco-Íris!!" "Kecchaku! Numerugon Niji no Kanata e!!"(決着！ヌメルゴン虹の彼方へ！！)"                                                                                                  | 30/04/2015     | 13/10/2015      |
| Quando Ash ia salvar Wooper, Dedenne e Pikachu, Clemont descobre que a Equipe Rocket estava por trás de tudo e vai para contar ao Ash. Eles vão ao lugar onde Goodra teve seu duelo com Florges e alguns Pokémons tenta retardá-los. Clemont e Serena tenta uma chance para Ash e Bonnie passar por eles. Ash e Bonnie descobrem que Florges estava cuidando de um Floette e Florges começa seu ataque pensando que Ash fosse responsável por causar problemas a Floette, até a Equipe Rocket aparecer para roubar o Wooper, Dedenne e Pikachu e a água que possui a capacidade curativa dos Pokémons. Ash, Goodra e Florges vão para salvar Wooper, Dedenne e Pikachu em um jato, mas teria de passar pela Equipe Rocket. O ataque combinado de Goodra e Florges causa uma explosão na nave, fazendo a Equipe Rocket decolar de vez. Ash, Goodra e Florges tentam sair da nave em queda, mas os outros Pokémons ajudam. Toda a água foi drenada pela Equipe Rocket, mas Goodra usa o Dança da Chuva fazendo chuva para restaurar a água. Florges coloca Floette na água e ele se recupera, que todos os Pokémons ficam alegre. Ash resolve deixar seu Pokémon em sua terra natal e agora parte para a cidade Laverre. |       | |                |                 |
| 880 | X–071 | "Então, Você Está Tendo um Dia Ruím?!" "A Pior Sorte? Eureka e Nyarth!!" "Unsei Saiaku? Yurīka tai Nyāsu!!"(運勢最悪? ユリーカ対ニャース！！)"                                                                                               | 07/05/2015     | 14/10/2015      |
| Ash e cia fazem um pique-nique e Serena vê com Bonnie a sorte, até a Equipe Rocket aparecer e pegar o Chespin e o Pancham, mas Clemont consegue recuperá-los usando Luxray. Ash e cia deparam-se com umas maçãs no chão e um grupo de Pangoro e cada um vai para um canto diferente. Bonnie e Meowth acabam sendo amarrados por um cipó e dão de cara com um outro Pangoro e agora eles tem de se entender, agora que estão amarrados por um cipó. Bonnie acaba sendo pega por um esporo paralisante de um Foongus e Meowth pede a Dedenne para conseguir uma fruta cítrica azeda para acordar a Bonnie. Dedenne consegue e Meowth consegue acordar a Bonnie. Bonnie e Meowth se deparam com mais um Pangoro e caem numa correnteza e o cipó que os amarrava foi cortado. Ash e cia finalmente conseguem se reunir, mas estranham o Meowth estar presente. Os três Pangoros aparecem e Meowth diz que os Pangoros estão atrás daqueles que roubaram suas maçãs, até a Equipe Rocket aparecer e se apresentar, fazendo Meowth se empolgar, que faz os Pangoros perceberem quem eram os tais responsáveis e os fazem decolar. Depois de resolver o caso, eles agora seguem para a cidade Laverre. |       | |                |                 |
| 881 | X–072 | "Hospitalidade Assombrada!" "Hospitalidade da Casa Assustadora!" "Kowaiie no Omotenashi!"(こわいイエのおもてなし！)" | 14/05/2015     | 15/10/2015      |
| Ash e cia se perdem numa floresta e dão de casa com uma casa misteriosa e dão de cara com um velho, que se apresenta como Lon. Eles aproveitam a hospitalidade da casa, mas Clemont começa a ficar desconfiado. Lon conta parte de suas histórias para entretê-los, até se assustarem com outra coisa, mas descobrem que se tratam de Gengar, Gastly e Haunter. Depois Ash e cia acabam sendo pegos por um alçapão debaixo do chão. Clemont depois resolve investigar e dá de cara com uma porta cheia de amuletos, mas descobre que Ash e cia estavam lá. Clemont pede para usar Frogadier para usar suas mucosas para arrombar a porta e descobrem de um diário e uma foto. Eles depois descobrem que Lon já não vive há muito tempo e que morreu já algum tempo. Eles depois despertam e depois descobrem que aquilo que vivenciaram não poderia ter sido do que mais um mero sonho. |       | |                |                 |
| 882 | X–073 | "Uma Batalha Elegante!" "Batalha de Show de Beleza! Tatsubay VS Shushupu!!" "Fasshonshō de Batoru desu! Tatsubei VS Shushupu!!"(ファッションショーでバトルです！タツベイVSシュシュプ！！)"                                                   | 21/05/2015     | 29/02/2016      |
| Depois de chegar na cidade Laverre, eles descobrem que o ginásio se encontra fechado por causa de um desfile. Lá eles encontram Sawyer, o garoto com o Treecko que tinha duelado com Clemont, que também queria um desafio de ginásio com Valerie. Sawyer revê Clemont e pede a Ash uma batalha treino. Bonnie e Serena ficava admirando os modelos de Valerie e duas garotas a abordam e a levam até Valerie. Valerie pede ajuda a Bonnie e Serena para que posem usando seus modelos. Ash duela contra Sawyer usando Hawlucha e Frogadier contra Bagon e Treecko. Em um duelo, Bagon perde, mas o duelo é interrompido pelo desfile. Lá eles encontram Serena e Bonnie desfilando, que os surpreende. Depois, Valerie desafia Sawyer, em um duelo, Bagon contra Spritzee, mas Sawyer perde. |       | |                |                 |
| 883 | X–074 | "Truques do Tipo-Fada!" "Batalha no Ginásio Kunoe! Armadilhas da explendurosa tipo fada!!" "Kunoe Jimu Sen! Utsukushiki Fearī no Wana!!"(クノエジム戦！美しきフェアリーの罠！！)"                                                            | 28/05/2015     | 1/03/2016       |
| Ash desafia Valerie para conseguir seu sexto emblema da região Kalos. Ash começa com Fletchinder contra Sylveon, mas Ash leva a melhor. Em seguida Spritzee, mas Ash tem de lidar com o Sala de Truques, que deixa Fletchinder sem ação e perde. Em seguida Hawlucha. Durante a luta, Hawlucha leva a melhor e Ash consegue conquistar seu sexto símbolo de Kalos. |       | |                |                 |
| 884 | X–075 | "Rivais: Hoje e Amanhã!" "Batalha de Três Rodadas entre Rivais! Rumo ao Futuro!!" "Raibaru Batoru San hon Shōbu! Ashita ni Mukatte!!"(ライバルバトル３本勝負！ 明日に向かって！！)"                                                          | 04/06/2015     | 2/03/2016       |
| Enquanto Ash e cia seguem em viagem, Sawyer tomava nota em seu caderninho, até ele perdê-lo. A Equipe Rocket encontra o caderninho e imagina que este caderno possa ser de Steven Stone da região de Hoenn. Sawyer comenta que recebeu seu Treecko do Pr. Birch e seguiu em jornada até conhecer Steven Stone, aquele que autografou seu caderninho. Ash ajuda a encontrar seu caderninho e Sawyer usa Slurpuff para encontrá-lo, até descobrir que seu caderninho se encontrava com a Equipe Rocket. Depois de uma batalha rápida, eles conseguem dar conta da Equipe Rocket. Ash e Sawyer tem um duelo a parte, Bagon contra Pikachu, mas o Bagon de Sawyer perde. Em seguida Treecko contra Frogadier, mas Treecko evolui para Grovyle. Mesmo evoluindo, acabou não sendo páreo para as artes ninja de Frogadier. Sawyer segue para Santalune para poder voltar ainda mais forte. |       | |                |                 |
| 885 | X–076 | "Para o Alto, Mas Não Muito Avante!" Vento, o Ovo e Onbat!" "Kaze to Tamago to Onbatto!"(風とタマゴとオンバット！)" | 11/06/2015     | 3/03/2016       |
| Enquanto Hawlucha treinava, ele acaba encontrando um ovo. Eles depois o chocam e dele sai Noibat. Noibat começa a chorar por causa de sua onda sônica, mas Ash o acalma. Noibat começa a querer voar e Fletchinder o ensina, mas sem êxito. Depois é Hawlucha por causa de sua habilidade de planar no ar. A Equipe Rocket captura Noibat e Hawlucha e querem evoluir Noibat para Noivern. Noibat e Hawlucha fogem e a Equipe Rocket vai atrás. Com seu sonar, Noibat e Hawlucha conseguem confudir a Equipe Rocket até eles sairem da caverna e Ash e cia conseuem dar conta da Equipe Rocket. Depois, Ash captura Noibat. |       | |                |                 |
| 886 | X–077 | "Revezamento no Céu!" O desafio de revezamento Pokémon do céu! Voe, Onbat !!" "Chōsen Pokemon Sukai Rirē! Tobe, Onbatto!!"(挑戦ポケモンスカイリレー！飛べ、オンバット！！)"                                                                  | 18/06/2015     | 7/03/2016       |
| Ash entra num torneio aéreo de revezamento e conhece um velho chamado Ornithol que explica sobre a prova. Ele compete contra Orson que possui as evoluções de Starly e a Equipe Rocket disfarçada que tenta evoluir o Noibat de Ash, mas seus planos termina em fracasso. Ash termina competindo com Orson, mas acaba ficando com o segundo lugar. |       | |                |                 |
| 887 | X–078 | "Luzes! Câmera! Pikachu!" Pikachu é um Astro?! O Estrelado nos Filmes!!" "Pikachu Becomes a Star!? It's Movie Debut!!"(ピカチュウはスター！？ 映画デビュー！！)"                                                                             | 18/06/2015     | 24/05/2016      |
| Ash e cia ajudam um senhor do cinema chamado Frankie que possui uma paixão por Pikachu e sua neta Jean. Eles estréiam num cinema só com Pikachu e Serena, Bonnie, Jean e Frankie fazem as vozes dos Pikachus. O filme sai um sucesso. Normalmente, este seria um dos episódios normais, mais não foi exibido, tanto na versão norte-americana, quanto no Brasil, até o Cartoon voltar atrás e incluir este episódio após tantas reprises. |       | |                |                 |
| 888 | X–079 | "Um Fiasco na Fábrica!" Batalha feroz na Fábrica de Monster Ball! Pikachu VS Nyarth !!" "Gekitō Monsutā Bōru Kōjō! Pikachuu VS Nyāsu!!"(激闘モンスターボール工場！ピカチュウVSニャース！！)"                                                 | 25/06/2015     | 8/03/2016       |
| Ash e cia são abordados pela Equipe Rocket disfarçada, mas acabam sendo presos e acaba tendo seus Pokémons tirados. Eles no momento só podem conta com Pikachu para salvá-los e seus Pokémons que estão presos em uma maleta, mas tem de competir com o Meowth que passa a tentar capturá-lo. Depois de colocar um fim nos planos da Equipe Rocket e libertar os operários, os verdadeiros donos da fábrica, tudo agora se normaliza. |       | |                |                 |
| 889 | X–080 | "Apresentando-se Com um Charme Impetuoso!" Tairenar e Yancham!! O ardente desempenho cativante!!" "Tērunā to Yanchamu!! Misero Honoo no Pafōmansu!!"(テールナーとヤンチャム！！魅せろ炎のパフォーマンス！！)"                                | 02/07/2015     | 9/03/2016       |
| Ash e cia chegam na cidade Dendemille, onde lá encontram Miette com seu novo Pokémon Meowstic e também entra no torneio de Exibição Pokémon, como também Miette disputa a atenção de Ash, para provocar Serena. Bonnie já percebe tudo. Serena contata sua mãe e mostra o vestido que ela ganhou da líder de ginásio Valerie. Jessie também entra na competição. Ambas passam para a primeira fase. Jessie e Miette passam da segunda fase, mas Jessie empurra Serena que rasga o vestido. Depois de fazer um reparo, Serena se apresenta na próxima fase e passa. Depois Serena consegue a chave prêmio para poder competir por torneios de Exibição Pokémon. Serena e Miette se despedem, mas Miette continua a provocar Serena, dando em cima do Ash antes de se despedirem. |       | |                |                 |
| 890 | X–081 | "O Desejo do Rotom!! " Satoshi pula através do tempo! O Desejo do Rotom!!" "Toki o Kakeru Satoshi! Rotomu no Negai!!"(時をかけるサトシ！ロトムの願い！！)"                                                                                   | 09/07/2015     | 10/03/2016      |
| Ash e cia se refugiam num hotel, mas totalmente aos pedaços e são recebidos por um senhor, mas eles presenciarem a batalha do dono do hotel encrenqueiro, que só sabe ditar as regras. Rotom aparece e pede para Ash e os outros o seguirem. Rotom passa em uma televisão em que seu dono Weston, foi forçado por Mantle a duelar com ele, mas Rotom recusou-se porque ele estava com medo. Rotom usa o elevador que transporta Ash de volta no tempo e ajuda Weston a recuperar o hotel. Depois de dar conta no valentão, Ash e cia aparecem na foto com o verdadeiro dono do hotel e Rotom os leva de volta ao tempo atual. Depois de voltarem no tempo, eles veem Mantle e seu grupo, que antes agiam de péssima conduta, agora como recepcionistas de hotel, assim como Weston estava. Ao chegar no hotel, ele se encontrava lindo e luxuoso e também, veem a foto em que Ash e cia aparecem com o verdadeiro dono do hotel. |       | |                |                 |
| 891 | X–082 | "Um Festival de Trocas! Um Adeus no Festival?" O Festival Pumpjin! Adeus, Bakeccha!?" "Panpujin Fesutibaru! Sayonara Bakeccha!?"(パンプジンフェスティバル！さよならバケッチャ！?)"                                                           | 23/07/2015     | 14/03/2016      |
| Ash e cia participam do festival Gourgeist, mas a Equipe Rocket parece ter outros planos. Um mordomo aparece e os aborda. Eles conhecem um dono do castelo que possui um Pumpkaboo menor e Jessie se aproveita do dono para capturar o Pikachu de Ash. Quando ele ia pegar o Pikachu quando estava batalhando com Ash e cia, pegam Chespin que estava disfarçado. Depois de chegarem no castelo, descobrem que se tratava do Chespin disfarçado. Depois de Ash e cia serem pegos, o dono do castelo quer fazer uma troca do Mawile pela Pumpkaboo de Jessie. As duas se desentendem e a troca é feita. Pumpkaboo evolui para Gourgeist e Jessie pede para desfazer a troca devido a máquina de troca evolutiva. Depois de recuperar sua Gourgeist recém-evoluída, Ash e cia se libertam da gaiola e desmascaram a Equipe Rocket. Mesmo sua Gourgeist, não demonstrou muito e já decolaram logo de cara. O dono do castelo para se redimir, preparou um banquete e assim puderam se desfrutar dos fogos do festival. |       | |                |                 |
| 892 | X–083 | "Sobre a Montanha de Neve!" Cruze as Montanhas da Neve! Mammoo e Yukinooh!!" "Yukiyama o Koete! Manmū to Yukino ō!!"(雪山をこえて！マンムーとユキノオー！！)"                                                                                | 30/07/2015     | 15/03/2016      |
| Eles alugam Mamoswine para ir na cidade Anistar, mas começa os problemas como ladeiras íngremes, fortes ventos na ponte e também um caminho bloqueado por pedras. A Equipe Rocket dão de cara com Abomasnow e são jogados para longe. Depois Ash e cia também dão de cara com o Abomasnow e veem que estava protegendo um Snover doente. Clemont fala que para curar o Snover precisaria do musgo Paraíso e Ponte Marigold para curar o Snover. Ash e Serena seguem pela caverna de gelo, mas os caminhos são como um labirinto, até Ash usar o Noibat para se orientar no caminho. Clemont, para encontrar o musgo Paraíso, ele usa seu engenhoso conhecimento para encontrá-lo. Depois de encontrar o musgo Paraíso e Ponte Marigold, Clemont mistura os musgos e dá para Snover, até a Equipe Rocket capturar o Abomasnow. Depois de libertá-lo, a Equipe Rocket acaba decolando mais uma vez e tudo se normaliza. O Snover melhora e assim puderam seguir em frente para a próxima cidade. |       | |                |                 |
| 893 | X–084 | "Aventuras Fazendo Tarefas!" Harimaron! Sua Primeira Missão!" "Harimaron! Hajimete no o Tsukai!!"(ハリマロン ！はじめてのつかい！！)" | 13/08/2015     | 13/04/2016      |
| Ash e cia dão uma parada no Centro Pokémon. Em algum lugar do centro, gotejava na caixa de energia, que dá problemas. Clemont se prontifica a arrumar a caixa de energia, enquanto Pikachu, Luxray e Dedenne usava seu poder para dar carga na eletricidade no Centro Pokémon. Ash vai lá em cima para concertar a goteira e Serena e Bonnie auxiliam no Centro Pokémon como enfermeiras. Clemont manda Chespin e Bunnelby para buscar um fusível para substituir o que estava queimado, mas estes são abordados por um Fearow problemático, que rouba a encomenda de Clemont. Ash já termina de fazer o conserto do telhado e vai atrás do Chespin e Bunnelby. Chespin e Bunnelby são abordados pela Equipe Rocket, mas Ash os alcança e os salva e Chespin e Bunnelby os colocam para decolar mais uma vez. Depois de conseguir o fusível, a caixa elétrica já está consertada e Chespin se empanturra de comida Pokémon, até ficar enjoado. |       | |                |                 |
| 894 | X–085 | "Revitalizando um Espirito Enfraquecido!" Um Galho Quebrado e Um Coração Partido! Os Fortes Sentimentos de Tairenar!!" "Ore ta sae Ore ta Kokoro! Tērunā no Tsuyoki Omoi!!"(折れた小枝、折れた心！テールナーの強い思い！！)"                 | 20/08/2015     | 16/03/2016      |
| No Centro Pokémon, Serena treina suas habilidades de Performer, até o galho de Braixen se quebrar, a deixando abatida. Os outros tentam um substituto para um galho quebrado, mas este não servia. James, escondido conseguia entender os sentimentos de Braixen, também do dia em que sua mãe, na infância se livra de sua coleção de tampinhas e resolve dar uma mão a eles no caso. Eles depois descobre de alguém, capaz de restaurar galhos quebrados e foi procurar um senhor chamado Woodward. Depois de encontrá-lo, depois descobre que seus sentimentos deveriam ser fortes para a restauração do graveto. Contudo, Jessie acaba estragando o momento da batalha de Braixen e Gallade, que faz James que estava disfarçado se revelar. Braixen aprende o Explosão de Fogo, que destrói o galho, mas depois a Equipe Rocket decola com o último ataque de Pikachu. Pancham tinha guardado o primeiro galho que tinha achado o qual substituiria o quebrado e fazem uma promessa para o próximo caminho de Performer para a Exibição Pokémon. O galho quebrado de Braixen, depois é plantado para que após a restauração seja usado para outros no futuro. |       | |                |                 |
| 895 | X–086 | "Uma Missão Fotográfica Lendária!" Fire em Chamas! Fotografe a Lenda!" "Shattā Chansu wa Faiyā! Densetsu o Tore!!"(シャッターチャンスはファイヤー ！伝説を撮れ！！)"                                                                         | 27/08/2015     | 21/03/2016      |
| Ash e cia dão de cara com um Charmeleon, porém mal-humorado, depois também Trevor e também diz que seu Charmander evoluiu. Ash e Trevor tem uma batalha e depois de vencer Charmeleon de Trevor usando o Fletchinder, o Charmeleon se acalma. Trevor mostra fotos de outros Pokémons raros e tenta tirar a foto do Moltres. A Equipe Rocket escondida ouvia tudo e resolve ir atrás. Clemont cria um robô capaz de rastrear a rocha onde Moltres encontrado, mas Jessie danifica seu robô, que depois o faz entrar em curto. A Equipe Rocket depois captura o Picachu, mas depois tem seus planos arruinados pelo Moltres. Moltres ataca Ash e seu grupo achando que estivessem com a Equipe Rocket e dispara seu ataque, mas o Fletchinder de Ash evolui para Talonflame, que aprende o Fúria dos Pássaros. Depois de Moltres descobrir o que Ash e cia são de verdade, ele depois para de atacar. Trevor depois tira uma última foto da evolução do Talonflame de Ash. |       | |                |                 |
| 896 | X–087 | "A Pequena Cuidadora!" Os cuidados de Eureka! O mimado Chigoras!!" "Yurīka Osewa desu! Amaenbō no Chigorasu!!"(ユリーカお世話です！甘えん坊のチゴラス！！)"                                                                                  | 10/09/2015     | 22/03/2016      |
| A Equipe Rocket passa no instituto de fósseis em que pega um Tyrunt, mas depois ele desperta e cai do balão. Bonnie vai pegar água no rio e dá de cara com um Tyrunt, preso nas pedras. Depois de salvá-lo, ela acorda seu irmão e os surpreende com o Tyrunt, porém ele era muito mimado. Bonnie se dá bem com ele, mesmo quando ela aparece com o pijama de Tyrantrum. Entretanto, ela e Tyrunt, junto com Bunnelby e Dedenne caem na armadilha da Equipe Rocket, mas consegue escapar. Tyrunt acaba sendo pego novamente e Bonnie tenta socorrê-lo, mas ela cai e Tyrunt destrói a garra que o prendia ao evoluir para Tyrantrum. Com isso, põe fim nos planos da Equipe Rocket. Clemont tenta capturá-lo, mas esse Pokémon já tinha dono. O pessoal do instituto de fósseis aparece dizendo que o tal Tyrantrum já estava perdido. Eles o levam para o instituto de fósseis, mas Bonnie se encontrava desanimada, inclusive pelo fato de dar adeus ao novo amigo que fez. O adeus de Bonnie e do Tyrantrum parece ser meio doloroso, mas Bonnie acredita que ela e seu novo amigo que fez, se reencotraria novamente. |       | |                |                 |
| 897 | X–088 | "Viagem Pelo Túnel do Tempo!" Memórias no trem! Citron e Horubee!!" "Tsuioku no Torein! Shitoron to Horubī!!"(追憶のトレイン！シトロンとホルビー！！)"                                                                                       | 17/09/2015     | 23/03/2016      |
| Ash e cia caem num buraco feito pela Equipe Rocket, mas eles acabam tendo seus planos frustrados mais uma vez. Eles depois acabam caindo em outro buraco, que acabam num metrô. Bonnie pede a Clemont para contar como quando conheceu Bunnelby. Tudo aconteceu depois que ele foi expulso pelo seu Clembô da cidade Lumiose. Eles iam comer uma maçã, até um Bunnelby roubar deles. Clemont e Bonnie acabam num buraco de um metrô abandonado e descobrem que Bunnelby estava alimentado um grupo de Pokémons silvestres, até serem importunados por um Diggersby. Clemont o salva e o esnsina como confrontar o Diggersby. Bunnelby aprende alguns dos golpes novos com Clemont e consegue derrotar o Diggersby. O metrô está prestes a ruir e eles se preparam para sair de lá e também Diggersby os ajuda. Depois de sairem da estação abandonada, Clemont e Bunnelby se despedem, mas os outros Pokémons e Diggersby pede para o Bunnelby ficar com Clemont. Bunnelby o segue e depois Clemont o captura, sendo esta a primeira captura sendo que este Pokémon não é um tipo elétrico. Depois de contar a história, eles dão de cara com um bloqueio de uma estação abandonada, mas Bunnelby cava e dão de cara com uma floresta, para depois seguir para a próxima cidade. |       | |                |                 |
| 898 | X–089 | "Um Achado Surpreendente Nas Flores!" O Eevee é muito tímido entre os estranhos!? Captura no Jardim Floral!!" "ībui wa Hito Mishiri!? Ohanabatake de Tsukamae te!!"(イーブイはひとみしり！？お花畑でつかまえて！！)"                         | 24/09/2015     | 24/03/2016      |
| Ash e cia fazem uma parada, até Serena dá de cara com um Eevee, que ficava se exibindo. Ash avisa para vim comer, mas o Eevee se assusta e vai embora. Depois eles procuram Eevee, mas o Eevee salva Serena de cair em um penhasco. Serena deixa uma coroa de flores para o Eevee. Serena tenta atrair o Eevee com uma apresentação, mas a Equipe Rocket aparece e captura o Eevee. Depois, Serena tenta salvar o Eevee, mas o Eevee a salva do ataque da Equipe Rocket. Em seguida depois eles decolam mais uma vez. Serena depois o captura, mas ainda precisa lidar com a timidez do Eevee. |       | |                |                 |
| 899 | X–090 | "Inspiração de Batalha de Dupla!" A Batalha é uma marca de Batalha da Amizade! Eevee batalha pela primeira vez!!" "Taggu batoru wa Yūjō Batoru! ībui Hatsu Sansen!!"(タッグバトルは友情バトル！イーブイ初参戦！！)"                          | 1/10/2015      | 25/05/2016      |
| Serena faz uma apresentação com Pancham e Braixen. Eevee só parece se dar bem com Bunnelby. Chespin tenta alguma coisa com o Eevee, mas este só tende a falhar. Tierno e Shauna reaparecem para ver Ash e cia e apresenta seus novos Pokémons, Ivysauro e Blastoise. Tierno diz a Ash que já batalhou com Olympia, mas este não teve êxito. Para fazer Eevee perder a timidez, eles tentam fazer Eevee se aproximar do Pikachu, Dedenne, Frogadier e Chespin, sem êxito. Em seguida uma batalha em dupla, Ash e Tierno x Shauna e Serena. Durante a batalha, a exibição de dança de Eevee, faz Serena ter uma ideia de como se apresentar na Exibição Pokémon, fazendo ter uma parada na batalha. Depois é Ash e Tierno que dão continuidade na batalha. Ao acordar cedo, Serena e Shauna vão se escrever na Exibição Pokémon de Anistar. |       | |                |                 |
| 900 | X–091 | "Um Pop Quiz de Performance!" A dança feliz vem após o Teste!? O Torneio Tri-Pokaron de Hyakkoku!!" "Happī Dansu wa Kuizu no Ato de!? Toraipokaron Hyakkoku Taikai!!"(ハッピーダンスはクイズのあとで！？トライポカロン・ヒャッコク大会！！)" | 8/10/2015      | 26/05/2016      |
| Serena, Shauna e Jessie se inscreve no torneio. Serena revê Nini e ela se inscreve no torneio. Serena e Nini duelam na primeira bateria, mas Serena tem êxito e passa. Depois Jessie e Shauna e passam. Shauna faz sua apresentação livre na segunda fase. Jessie também, mas sua apresentação assusta o Eevee e sai correndo da plateia, que faz Ash e cia o procurarem, até Serena. Depois de tentarem procurar, Eevee vai até Serena e pede para fazer a apresentação. Serena faz sua apresentação usando a dança do Eevee para fechar o evento. Serena consegue ganhar a segunda chave prêmio, dando direito a faltar apenas mais uma chave. Shauna e Tierno vão ajudar Trevor e se despedem de Ash e cia. Ash agora só se foca apenas em duelar com Olympia. |       | |                |                 |
| 901 | X–092 | "Destino Enevoado, Futuro Brilhante!" A crise no Kalos! A Batalha no Giant Sundial!!" "Karosu no Kiki! Kyodai Hidokei no Tatakai!!"(カロスの危機！巨大日時計の戦い！！)"                                                                     | 15/10/2015     | 30/05/2016      |
| Olympia vê um futuro que está relacionado com Ash e o Pr. Sycamore. Ash chega na cidade Anistar para desafiar a líder de ginásio. O Pr. Sycamore é abordado por uma treinadora do ginásio e começa a ter problemas. Ash desafia a treinadora e consegue derrotá-la. Quando ela ia mandar seu próximo Pokémon, ela é repreendida pela líder de ginásio e por uma outra treinadora chamada Charlene. Quem os desafiou foi Carrie e a líder pede para entrar no ginásio para falar do Pokémon Frogadier. Olympia fala um pouco de Frogadier para Ash e o que o esperaria futuramente. Através da Visão do Futuro, Olympia sente um desastre que seria causado no ginásio. Ao saírem do ginásio, eles vêem a Equipe Rocket aprontando das suas, até Olympia dar fim nos planos da Equipe Rocket. Assim, começará o desafio de Ash e Olympia. |       | |                |                 |
| 902 | X–093 | "Todos Olhando Para o Futuro!" A batalha dupla no Ginásio Hyakkoku! Gojika da Visão do Futuro!!" "Hyakkokujimu no Daburu Batoru! Gojika no Mirai Yochi!!"(ヒャッコクジムのダブルバトル！ゴジカの未来予知!!)"                                 | 22/10/2015     | 31/05/2016      |
| Começa a batalha entre Ash e a líder do ginásio Olympia. Ash com seu Frogadier e Talonflame e Olympia com seus Meowstics. Qualquer ataque executado por Ash parecia ser ineficaz e recebe os danos da batalha dos dois Meowstics. Ash pede a Pikachu para cronometrar os ataques dos dois Meowstics, que foi capaz de abater os dois Pokémons. Assim Ash recebe a insígnia Psíquica. Olympia comenta com o Pr. Sycamore de uma chama verde, algo tem a haver no futuro de Ash e que a Equipe Rocket estivesse envolvida. Ash e Serena recebem duas Poke-Dex e rumam para cidade de Snowbelle, possível local da última insígnia de Ash e o último desafio de Exibição Pokémon de Serena. |       | |                |                 |

## Batalha de Ginásio
Pokémons usados por Ash

Fletchinder, Hawlucha e Frogadier

Pokémons usados por Ramos

Jumpluff, Bulbasaur e Gogoat

Vencedor: Ash

Ganhou: Insígnia Planta
Pokémons usados por Ash

Pikachu, Hawlucha e Goodra

Pokémons usados por Clemont

Bunnelby, Heliolisk e Luxray

Vencedor: Ash

Ganhou: Insígnia Voltage
Pokémons usados por Ash

Fletchinder e Hawlucha

Pokémons usados por Valerie

Sylveon e Spritzee

Vencedor: Ash

Ganhou: Insígnia Fada
Pokémons usados por Ash

Talonflame e Greninja

Pokémons usados por Olympia

Dois Meowstics

Vencedor: Ash

Ganhou: Insígnia Psíquica

## Competição Pokémon

### Torneio de Revezamento Aéreo Pokémon
Pokémons usado por Ash

Fletchinder, Hawlucha e Noibat

Pokémons usado por Orson

As evoluções de Starly

Pokémons usado pela Equipe Rocket

Inkay, Pumpkaboo e Meowth disfarçado

Vencedor: Orson

## Aquisições
- Goomy: Ash (X&Y 55)
- Aromatisse: Aria (X&Y 65)
- Ludicolo: Tierno (X&Y 66)
- Hitmontop: Tierno (X&Y 66)
- Politoed: Tierno (X&Y 66)
- Raichu: Tierno (X&Y 66)
- Treecko: Sawyer (X&Y 64)
- Bagon: Sawyer (X&Y 73)
- Slurpuff: Sawyer (X&Y 75)
- Ovo -> Noibat (nasceu): Ash (X&Y 76)
- Meowstic: Miette (X&Y 80)
- Eevee: Serena (X&Y 88)
- Flabébé: Shauna (X&Y 90)

## Evoluções
- Froakie -> Frogadier: Ash (X&Y 52)
- Frogadier -> Greninja: Sanpei (X&Y 52)
- Goomy -> Sliggoo: Ash (X&Y 61)
- Luxio -> Luxray: Clemont (X&Y 62)
- Fennekin -> Braixen: Serena (X&Y 64)
- Braixen -> Delphox: Aria (X&Y 64)
- Sliggoo -> Goodra: Ash (X&Y 65)
- Squirtle -> Wartortle: Tierno (X&Y 65)
- Treecko -> Grovyle: Sawyer (X&Y 75)
- Charmander -> Charmeleon: Trevor (X&Y 85)
- Fletchinder -> Talonflame: Ash (X&Y 85)
- Wartortle -> Blastoise: Tierno (X&Y 89)
- Bulbasauro -> Ivysauro: Shauna (X&Y 89)
- Egg -> Pichu: Clemont (X&Y 53)
- Não Visto*

## Troca Evolutiva
- Pumpkaboo -> Gourgeist: para Pumpka, o dono do castelo (X&Y 81, mas Jessie desfaz a troca)

## Possuídos Temporariamente
- Skiddo: Ash (X&Y 53)
- Skiddo: Clemont (X&Y 53)
- Skiddo: Bonnie (X&Y 53)
- Rhyhorn: Serena (X&Y 53)
- Skiddo: Serena (X&Y 53)
- Mamoswine: Ash (X&Y 82)
- Mamoswine: Clemont (X&Y 82)
- Mamoswine: Bonnie (X&Y 82)
- Mamoswine: Serena (X&Y 82)
- Slakoth: Bonnie (X&Y 83)

## Deixados
- Goodra: Ash (X&Y 70)